# Kötcse
Kötcse je naselje u središnoj zapadnoj Mađarskoj.
Zauzima površinu od 19,54 km četvornih.

## Ime
Ime dolazi od osobnog imena. Nastalo je od riječi "kék" (plavo) i nastavka -csa. Razvijalo se ovako Kékcse → Keccse → Köccse, kraćenjem labijalizacije.

## Zemljopisni položaj
Nalazi se na 46° 45' 3" sjeverne zemljopisne širine i 17° 51' 28" istočne zemljopisne dužine, 8 km jugoistočno od obale Blatnog jezera.
1 km zapadno je Nagycsepely, 2 km sjeverozapadno je Teleki, 1,5 km sjeverno-sjeverozapadno je Szólad, 4 km sjeveroistočno je Kereki, 4 km istočno-sjeveroistočno je Pusztaszemes, 3 km jugoistočno je Somogymeggyes, 5 km jugozapadno je Karadin.

## Upravna organizacija
Upravno pripada Balatonföldvárskoj mikroregiji u Šomođskoj županiji. Poštanski broj je 8627.

## Povijest
Kod Kötcsea nađeni su nalazi iz mlađeg kamenog doba te srednjovjekovni novčići.
Naselje se prvi put spominje u vrijeme kralja Andrija II. 1229. godine i to kao Keccha inferior (Donja Keccha) i Keccha superior (Gornja Keccha). U 14. i 15. stoljeću pripada stolnobiogradskom kaptolu. Turska osvajanja su razorila ovo selo. Vlasnici ovog sela, obitelj Antall naselila je u to selo nove stanovnike, pored onih starih. Ti novodoseljeni kmetovi bili su evangelički Nijemci iz Hessena.

## Znamenitosti
- evangelistička crkva
- 19 kurija sitnog plemstva, od kojih 9 stoji. Među njima su kurija Kazay, kurija Keserű, kurija Antall, kurija Bíró (Békavár), kurija Csepinszky

## Promet
3 km jugoistočno od Kötcsea prolazi željeznička pruga Kapuš-Siófok. Najbliža željeznička postaja je u Somogymeggyesu.

## Stanovništvo
Kötcse ima 535 stanovnika (2001.). Skoro svi su Mađari, a u mjestu živi nešto malo izjašnjenih kao Romi ili Bajaši.

## Poznate osobe
- Atala Kisfaludy
- István Roboz

## Vanjske poveznice
- (mađ.) Kötcse monográfiája a Sulinet "Örökségtár" oldalán
- Panoramio  Arhivirana inačica izvorne stranice od 9. listopada 2016. (Wayback Machine)